# Wilhelm Röttiger
Carl Wilhelm Heinrich Gustav Adolph Röttiger (* 20. September 1858 in Stade; † 13. Juli 1928 in Hamburg) war ein deutscher Pädagoge.

## Leben und Wirken

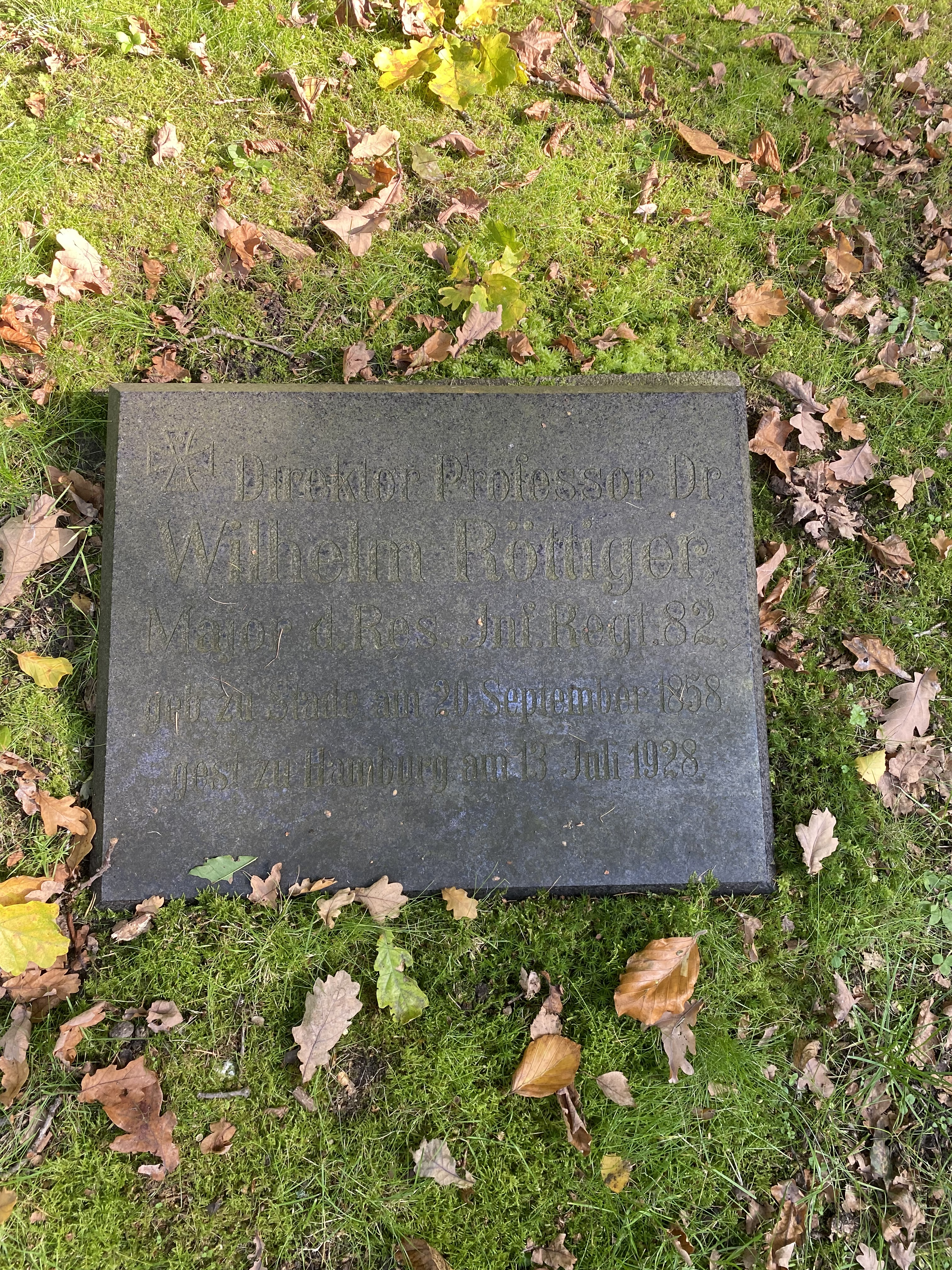
Grabstätte Wilhelm Röttiger auf dem Friedhof Ohlsdorf

Wilhelm Röttiger war der Sohn eines Oberstleutnants. Er erhielt eine Schulausbildung an Gymnasien in Neiße, Hannover und Göttingen und absolvierte dort 1877 die Reifeprüfung. Nach einem zweisemestrigen Mathematikstudium an der Universität Jena wechselte er zu einem Studium der neuen Sprachen an der Universität Göttingen. Hier promovierte er 1883 über „Der Tristan des Thomas. Ein Beitrag zur Kritik und Sprache desselben“ zum Dr. phil. 1884 und 1885 bestand er an der Göttinger Universität beide Staatsprüfungen und durfte danach französischen und englischen Sprachunterricht in allen Jahrgängen und in der gymnasialen Mittelstufe Religion und Latein unterrichten. Ab 1885 lehrte er im wissenschaftlichen Bereich der Gelehrtenschule des Johanneums, an der er 1890 zum Oberlehrer ernannt wurde. Von 1895 bis 1903 arbeitete er als Lehrer am Wilhelm-Gymnasium, wo er 1900 einen Professorentitel erhielt.
1904 übernahm Röttiger als erster Direktor die Realschule in Eppendorf und etablierte dort ab 1911 auch die Oberrealschule. Während des Ersten Weltkriegs leistete er als wiederholt ausgezeichneter Major der Reserve Kriegsdienst. Als 1919, 1920 und 1923 im Amt bestätigter Schulleiter ging er 1924 in den Ruhestand. Im Dienst galt er nicht als Autokrat und bemühte sich auch neben der Schulzeit um ein freundschaftliches Verhältnis von Schülern und Lehrkräften.  Von 1897 bis 1911 gab er im Allgemeinen Vorlesungswesen praktischen Französischunterricht.
In der Politik engagierte sich Röttiger im rechten Spektrum. Er übernahm den Vorsitz der Hamburger Altherrengruppe des Kösener Senioren-Convents-Verbands und arbeitete im Alldeutschen Verband mit. Bei den Bismarck-Festveranstaltungen des Verbands 1902 und 1906 hielt Röttiger Ansprachen. 1907 gründete er den Hamburgischen Verband zur Bekämpfung der Sozialdemokratie mit und beteiligte sich 1919/20 im Beirat des Bundes Deutscher Akademiker zu Hamburg. Aufgrund seiner politischen Einstellung maß er nationalen Feiertagen wie dem Sedantag und Festtagen zu Ehren Bismarcks an der Schule besondere Bedeutung bei. Im Unterricht legte er Wert darauf, die Wirkung „großer Männer“ und militärischer Erfolge besonders darzustellen.
1913 bekam Röttiger den Roten Adlerorden IV. Klasse. Der General Hans Röttiger war sein Sohn.
Wilhelm Röttiger wurde auf dem Friedhof Ohlsdorf in Hamburg beigesetzt. Die Grabstätte liegt im Planquadrat M 7. 